# قائمة بطولات اتحاد الجزائر

شعار اتحاد الجزائر

تتضمن هذه القائمة جميع بطولات اتحاد الجزائر.

## البطولات المحلية
| اسم البطولة                       | شعار أو كأس البطولة | عدد مرات الفوز | مواسم الفوز                                                             |
| --------------------------------- | ------------------- | -------------- | ----------------------------------------------------------------------- |
| الرابطة الجزائرية المحترفة الأولى |                     | 8              | 1962–63، 1995–96، 2001–02، 2002–03، 2004–05، 2013–14، 2015–16، 2018–19، |
| كأس الجزائر                       |                     | 8              | 1980–81، 1987–88، 1996–97، 1998–99، 2000–01، 2002–03، 2003–04، 2012–13، |
| كأس السوبر الجزائري               |                     | 2              | 2013، 2016،                                                             |

## البطولات العربية
| اسم البطولة               | شعار أو كأس البطولة | عدد مرات الفوز | مواسم الفوز |
| ------------------------- | ------------------- | -------------- | ----------- |
| كأس العرب للأندية الأبطال |                     | 1              | 2012–13،    |